# Jade (río)

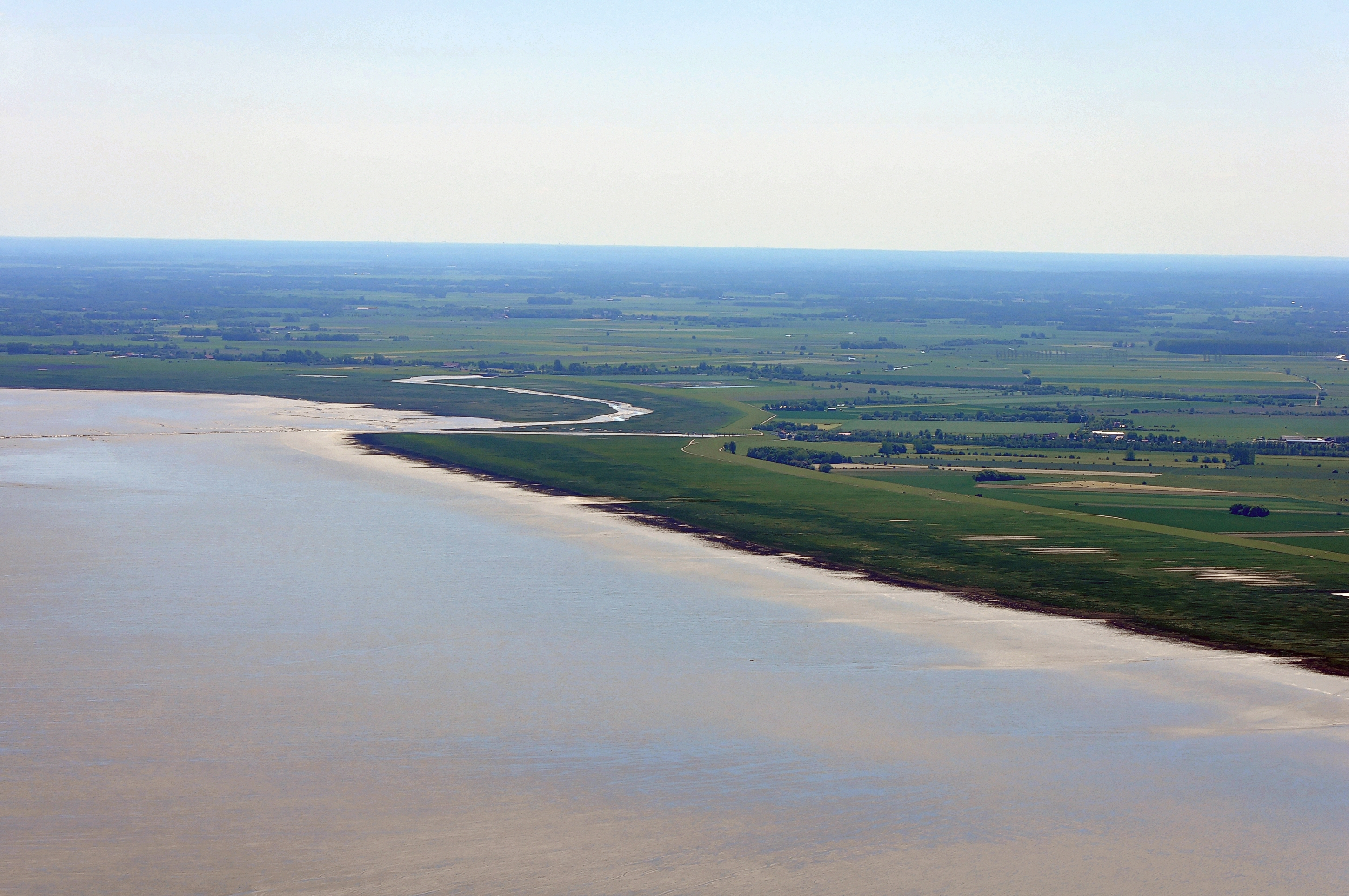
El Jade desembocando en el Mar del Norte.

El Jade es un río del estado Baja Sajonia, Alemania. Nace en Rastede, en el humedal Hankhausen Moor en la confluencia del Rasteder Bäke y del Schanze. Desemboca en el Mar del Norte, en la bahía del Jade (en alemán: Jadebusen). Tiene una longitud de 22 kilómetros y es sometido a los movimientos de la marea.
Afluentes: Südbäke, Geestranttief, Wafel, Dorenebbe.